# Pietro Venturi
Pietro Venturi (Campagnano di Roma, settembre 1824 – Roma, 2 gennaio 1892) è stato un avvocato e politico italiano.

## Biografia
Nato a Campagnano di Roma, fu eletto assessore alla Amministrazione, Economia, Legali nella seduta comunale del 14 ottobre del 1871, a seguito della quale, il 21 ottobre il sindaco Francesco Rospigliosi Pallavicini si dimise perché in disaccordo con la nomina dei componenti della Giunta Comunale. Subentrò al Troiani come Assessore facente funzioni sindaco nel maggio del 1872.
Già assessore, alle dimissioni di Luigi Panciani da Sindaco, divenne facente funzioni di Sindaco, quindi fu sindaco di Roma dal 15 gennaio 1875 al novembre del 1877, e come Sindaco della Capitale il 27 ottobre 1875 conferì a Giuseppe Garibaldi la medaglia d'oro dei difensori di Roma nel 1849. Successivamente alla carica di Sindaco, presiedette anche la Camera di Commercio di Roma.